# 십자성호

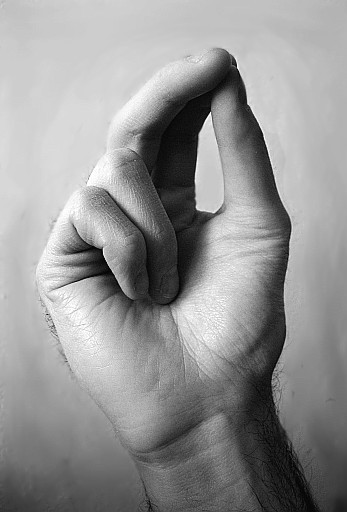
비잔티움 전례에서 십자성호를 긋을 때 손가락모양.

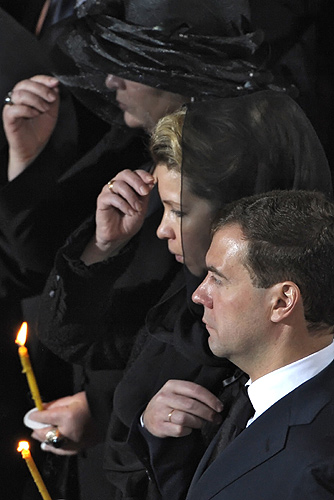
정교회 신자들이 알렉세이 2세 총대주교의 장례식에서 십자성호를 긋고 있다.

십자성호(十字聖號)는 십자가를 긋는 형태로 삼위일체 신앙을 표현하는 기독교의 예식이다.

## 설명
성호는 보편교회 시절인 2세기 이후부터 실행된 것으로 보며, 예식에는 4세기 경부터 활용되었다. 보편교회 시기의 십자가 성호는 이마, 가슴, 오른쪽 어깨, 왼쪽 어깨 순이었다. 11세기 교회 대분열 이후에도 동방교회는 이를 유지하였고, 서방교회는 13세기 즈음에 이마, 가슴, 왼쪽 어깨, 오른쪽 어깨 순서로 변경하였다. 
현재, 서방 교회인  천주교회와 개신교 일부(성공회, 루터교 등)는 이마, 가슴, 왼쪽 어깨, 오른쪽 어깨 순이다. 동방 교회(동방정교회, 동방천주교회 등)는 이마, 가슴, 오른쪽 어깨, 왼쪽 어깨로 긋는다. 그리고 "성부와 성자와 성령의 이름으로"라는 성호경이라는 신앙고백을 한다. 이는 삼위일체 하느님의 이름으로 생각하고 행동하겠다는 의미가 있다.
십자성호는 2세기부터 시작되었는데, 처음에는 개인적인 기도를 드릴때, 엄지나 집게 손가락으로 이마에만 작게 십자가를 그렸다. 하지만 4세기부터는 예전 즉, 기독교에서 성경과 전통에 근거하여, 공인한 의식에서도 이마와 가슴에 작은 십자가를 그리는 전통이 생겼으며, 현재 서방교회 형태의 십자성호는 13세기에 시작된 것으로 보인다. 삼위일체 교리를 뜻하는 의미로 세 손가락을 모아서 사용하지만, 현대에 와서는 손 전체를 사용하기도 한다.

## 같이 보기
- 전례
- 성호경
- 삼위일체